# Arisarum vulgare
A Arisarum vulgare Targ.-Tozz, comummente conhecida como candeias, é uma planta herbácea, pertencente à família das aráceas e ao tipo fisionómico dos geófitos.

## Nomes comuns
Além de «candeias», dá ainda pelos seguintes nomes comuns: capuz-de-fradinho e candelária.

## Etimologia
No que toca aos nomes comuns, «candeias» e «capuz-de-fradinho», ambos são alusivos ao formato da espata.

## Descrição
As suas flores (não confundir flor com a inflorescência), unissexuais, estão dipostas em torno de um espádice curvo, envolvido por uma espata que envolve totalmente a sua base, onde se encontram as flores femininas, em número reduzido. A espata abre-se na parte superior, deixando sair o espádice curvo, de forma que a inflorescência se assemelha a uma candeia (objecto semelhante à lâmpada de Aladino), com um pavio de fora. A espata, ao curvar-se, assemelha-se, também ao capuz de um frade, até porque tem uma cor escura entre o negro e o violeta.